# Heinrich Stegemann

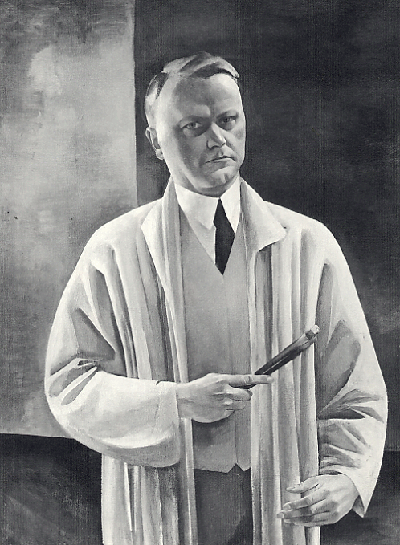
Autorretrato (c.1930)

Heinrich Stegemann (Hamburgo, 15 de septiembre de 1888 – Hamburgo, 2 de septiembre de 1945) fue un pintor y escultor expresionista alemán.

## Biografía

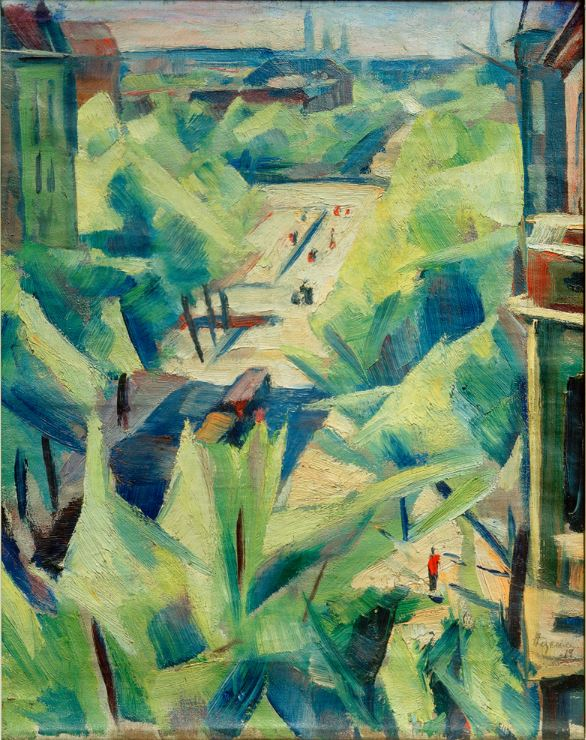
Mundsberger Damm, Hamburgo

Mientras realizaba su aprendizaje de pintor de 1904 a 1906, asistió a las clases de Franz Breest (1871-1931) en la Altonaer Kunstgewerbeschule (escuela de artes y oficios). Después de ganar una beca pudo convertirse seguir matriculado allí desde 1906 hasta 1907. Luego se trasladó a la Escuela de Arte del Gran Ducado de Sajona de Weimar, donde estudió de 1909 a 1913.

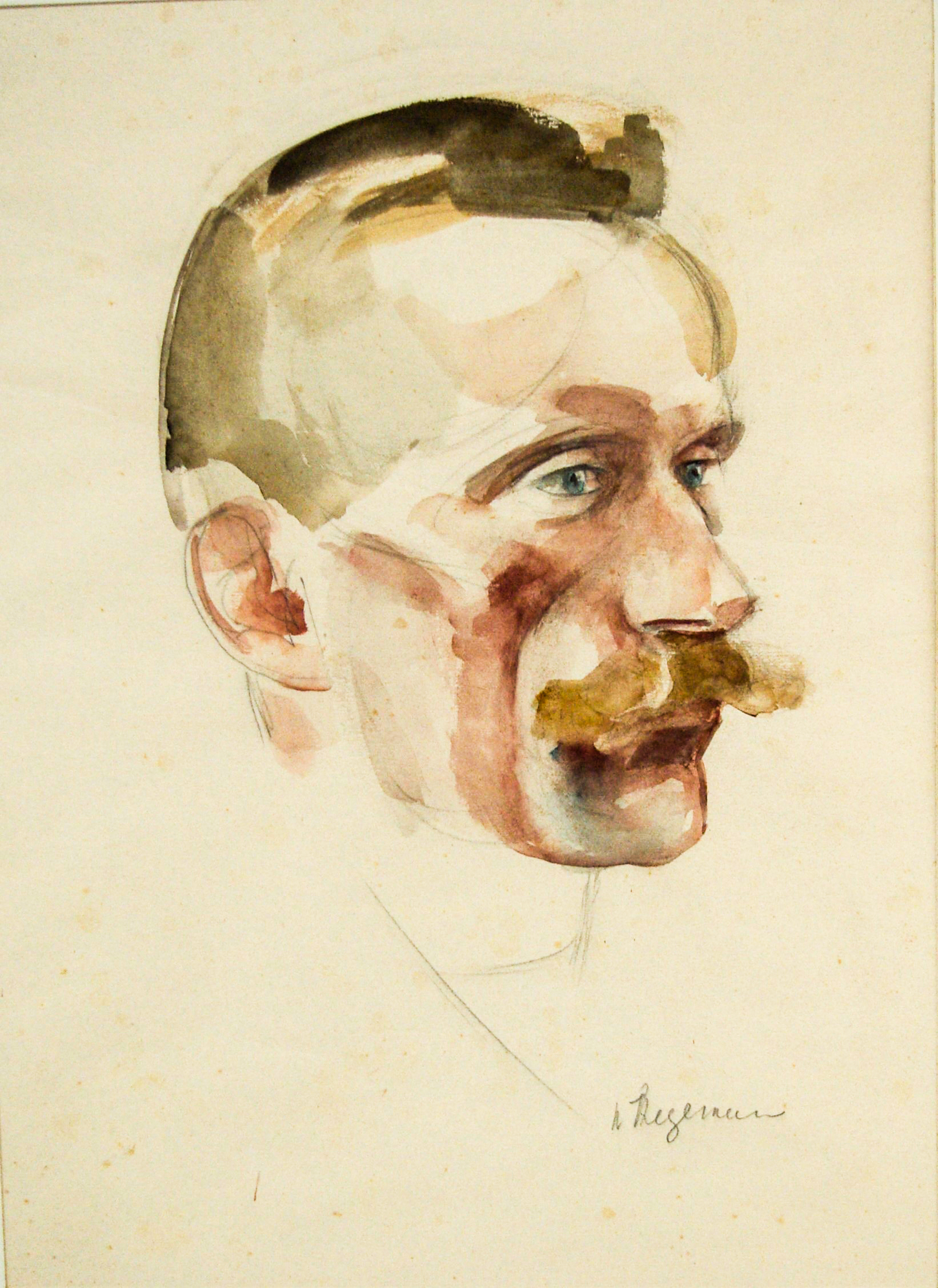
Stegemann - Retrato de Wilhelm Werner

La Primera Guerra Mundial marcó un punto de inflexión en su carrera. A la edad de veintiséis años, lo sacaron de sus estudios de arte en Italia, lo incorporaron y lo enviaron al frente occidental. Luchó hasta 1918, principalmente en el frente donde resultó gravemente herido y donde volvió a ser destinado después de una estancia en el hospital. Sus experiencias lo dejaron amargado y sufriendo lo que ahora se conoce como PTSD.  Cuando se recuperó lo suficiente, se estableció como artista independiente en su ciudad natal de Hamburgo. Fue miembro tanto del Grupo de Noviembre como, después de 1927, del Deutscher Künstlerbund (DKB). 
En 1936, la División de Bellas Artes de la Cámara de Cultura del Reich cerró la que sería la última exposición del DKB, que él mismo dirigía. Al año siguiente, cuarenta y tres de sus obras fueron clasificadas como de " arte degenerado " y confiscadas. Tres de ellas se exhibieron en la Exposición de Arte Degenerado de Múnich. Un bombardeo en 1943 destruyó su estudio y todas sus obras de arte restantes. Veintidós pinturas y más de cien dibujos estaban en posesión de su amigo, el coleccionista de arte Wilhelm Werner y se pudieron salvar. 
Después de la persecución nazi le resultó difícil ganarse la vida como artista. Durante este tiempo, amigos y simpatizantes antinazis lo apoyaron y le permitieron continuar su trabajo encargándole obras privadas y retratos familiares que permanecieron en colecciones privadas y también se encuentran entre el conjunto de obras supervivientes de Stegemann.
En 1945 murió de cáncer y está enterrado en el Stellinger Friedhof de Eimsbüttel. 
En 2007, Annegret Moderegger y Burchard Bósche crearon la Fundación de Arte Heinrich Stegemann dedicada al arte en espacios públicos. Han iniciado varias exposiciones; a menudo en colaboración con la Alfred Toepfer Stiftung FVS y la Biblioteca de la Universidad de Hamburgo.

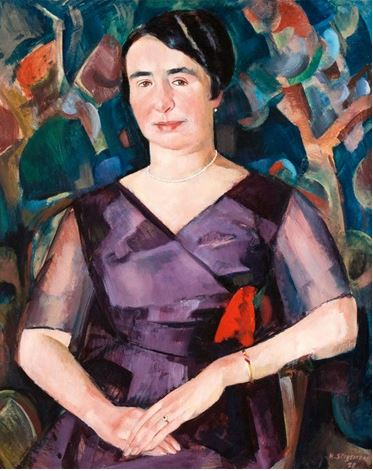
Retrato de una dama